# Sasfészek-barlang
A Sasfészek-barlang Magyarország megkülönböztetetten védett barlangjai között van. A Duna–Ipoly Nemzeti Parkban lévő Vértes hegységben, Csákváron található.

## Leírás
Csákvár külterületén, Gánt szélén, kőfejtőben fekszik a barlang. A gánti templom tornyától 120°-ra, kb. 700 m-re, a Gém-hegy DNy-i oldalában elhelyezkedő Hosszú-haraszt egykori bauxitkülfejtésének vetőfalában, a dolomit vetőfal középső részén, a bányagödör mélypontja felett, 22 m relatív magasságban és kb. 230 m tszf. magasságban van a barlang messziről is látható bejárata. A barlangot legegyszerűbb Gánt D-i részéről megközelíteni. Az emlékmű mellett DK-re, a külfejtéses, rekultivált bauxitbányába vezető úton több mint 0,5 km-t kell menni, majd onnan csak gyalogosan érhető el a bányafal. A bányafalban nyíló barlangbejáratot egyszerűbb felülről, a bányagödör pereméről ereszkedéssel megközelíteni. Így a biztonságos kikötéstől a barlangba való ingázásig 60 m kötél szükséges. Nem javasolt alulról szabad mászással megközelíteni, mert a kőzetfelszín mállékony és táskásan elváló.
A barlangbejárat az alsó részén kb. 1,8 m széles, magassága pedig 1,5 m. Környékén a kalcitos, vas-oxiddal átitatott vetőtükör kérges fala nagyon elvékonyodott, ezért lyukadt át a bányászati munkák során. A bejárat alatt lévő vetőfal felülete kemény és sima, a felette fekvő zónában nagyon tagolt, morzsalékos, denudált felszínű. A járatok a vetőfal mögött, kis mélységben haladnak, a váltós vetődés utáni tektonikai irányítottságot követik. Az üregrendszer minden bizonnyal több helyen is eléri a felszínt, amit a belső részekben érzékelhető légmozgások és friss, bauxitos vízfolyásnyomok támasztanak alá. A bejárati terem 3 m széles, 0,8–1,2 m magas. Aljzatát omladék képezi, falai és mennyezete pedig szürke, sárgásbarna dolomitból áll. A mennyezeten egy kioldott, erős kőfül van, amelyhez rögzíteni lehet a biztosító kötelet. Balra egy 1,6 m-es oldalkürtő indul ferdén felfelé, melynek boltozatosan záródik teteje.
Jobbra egy keskenyebb részbe lehet jutni, ahol fel lehet egyenesedni. A járat 3–4 m magas és kiszélesedik felül, a járattalp omladéka pedig előre lejt. A kőzet itt keményebb, szálkőzetszerű dolomitbreccsa, melynek felszínén oldott, lekerekített formák látszanak. A kőzet itt sötétbarna színű, néhány helyen 2–5 cm hosszú és 3–5 mm átmérőjű, fehér, egyedi fennőtt kalcitkristályok állnak ki belőle, de legtöbbnek csak a helye van meg. (Itt 1997-ben az Alba Regia Barlangkutató Csoport egy kis patkósdenevér tetemet talált.) A bal oldali fal az alsó részénél egy szűk nyílással átlyukad lefelé előre egy visszafelé tartó, omladékos kis járatba. Innen a járattalp omladékán továbbmenve és egy kb. 0,8–1 m mély lépcsőn lemászva egy némileg tágabb részbe lehet jutni. Fent, a mennyezetben egy hosszanti hasadék kb. 2 m magasságig követhető, amely kijelölte a következő barlangrészek járatirányait is. Lefelé jobbra, az omladéktömbök felett nagyon aláhajló mennyezet mentén, kis üregeken keresztül tovább lehet látni. Ugyanitt többféle kisemlős (nyest?)ürülék tanúsítja a hely lakottságát.
Előre bújva a régóta ismert Végponti-terembe lehet jutni, amelyet középen kettéoszt egy omladékon álló hatalmas kőtömb. A terem legnagyobb kiterjedései: 5,5 m hosszú, 2 m széles és 3 m magas. Mennyezetében a már említett, a járatok irányát meghatározó hasadék halad, amely járhatatlanul keskenyen még további 4 m-t fut előre (végén lehet hogy van egy tágulat), a főtében pedig több helyen átlyukadt a felette lévő, nem régóta feltárt barlangrészekbe. Kőzete szürke, üde felszínű állékony dolomitbreccsa, melyben formagazdag oldási nyomok vannak (cserszegtomaji formák). A terem jobb oldali, mélyebb részén található omladékban a folytatás jelei látszanak, a végponton pedig szemből, a hasadékból friss vízfolyás nyoma tűnik elő. A fal alatti fülkében megfigyelhető egy kb. 0,5 m² felületű, szeptáriás vörösagyag (bauxitos iszap) lerakódás. A Végponti-terem elülső részében a nagy kőtömbre felállva fel lehet bújni a fent húzódó, új járatokba.
A kibontott, nagyon szűk nyílás morzsalékos, porlódó kőtömbök között meredeken vezet fel 2,5 m-t, amelyen át felmászva az aránylag tág Felső-terembe lehet jutni. Fent, rögtön balra (a bejárat irányába) egy lapos részbe be lehet hasalni, ahonnan egy háromszög szelvényű, alul 0,3 m széles résen át kb. 5–6 m-ig lehet ellátni. A járat kitöltése vastag, homokszerű dolomitlisztből áll. A felbújás helye fölé kb. 2,5 m-ig lehet felmászni egy hasadékjellegű, szűk kürtőben, amelynek fala lyukacsosan, taréjosan oldott, néhány helyen pedig kipreparálódott kalciterek vannak benne. Szemben, a terem túlsó végénél egy másik, 3 m kiterjedésű kürtő indul balra, ferdén felfelé, amely kettéágazik felül. Alatta, a Felső-terem aljából egy 3,5 m mély, 1–1,5 m átmérőjű akna halad lefelé, amelynek alján omladék van. Az aknához DK-ről, kb. 2 m mélységben egy 4,7 m hosszú, szűk csatorna csatlakozik, amelynek mindkét oldalfalában kb. 10 cm vastag, rétegszerű, fekete és sötétbarna kitöltés látszik.
A Felső-terem D-i fala alá egy széles, fiókszerű ferde nyíláson hanyatt becsúszva, majd végéből felbújva, a barlang legtávolabbi részébe, a Kettős-terembe lehet jutni, amely a feljutás helyénél a legtágabb. A terem 3 m széles, 1,5–2 m magas, hossza előre pedig 9,5 m. Lapos, enyhén emelkedő jellegű, felső részei pedig csak kúszva járhatók. Tulajdonképpen két függőleges, párhuzamos hasadék tágulásakor oldódott egybe, hosszanti tengelyében jól látszik a nagyon kioldódott, kettéosztó választógerinc. Főleg a bal oldali üregrészben dominánsak a cserszegtomaji típusú oldásformák. Aljzatát vastagon fedi dolomitliszt. Az üreget laza szerkezetű, szivacsosra oldott kődarabok, nagyon oldott falfelületek és lemezek, méhsejtszerű alakzatok jellemzik. Itt az uralkodó szín a szürkésfehér, az ellaposodó részeken pedig az okkersárga. A terem jobb oldali felében húzódó járatrész kissé mélyebb, alsó részén tágabb. Felső vége nem zárt, hanem csak elkeskenyedik és a jelek szerint tovább folytatódik. Alján vörös színű, bauxitos, agyagos vízfolyásnyomok vannak.
A szikkadt iszapba kövek ágyazódtak, körülöttük penészes állati ürülék (nyest?) van. A járat alsó része több ponton is átlyukad visszafelé egy köztes terembe (Cseppköves-terem), amelybe az egyik nyílás kitágítása miatt át is lehet préselődni. Kényelmesebb azonban visszamenni a Végponti-terem fölé, ahol a Felső-termet megelőző felbújóból DK-re bekúszva a Cseppköves-terem alsó részébe lehet jutni. (Alatta van a Végponti-terem, ahová le lehet látni két fejnagyságú lyukon keresztül.) A hasadék jellegű üregrész alsó szakasza 0,6–0,8 m széles és 3,3 m-ig járható, majd elszűkülve folytatódik előre, illetve felfelé. 5,5 m függőleges kiterjedésű. Felül teljes hosszában csúcsívesen, üstösen oldva záródik. Kőzete kemény, sima felszínűre oldott dolomitbreccsa. Bal oldali felén sárgásfehér, a jobb oldali falakon pedig vörös színek látszanak.
A hasadék jobb oldali fala középtájig nagyon tömbös, omladékos, efelett egy kb. 2,5 m oldalmélységű lapos teremmé szélesedik, és a morzsalékos, vörös kőtömbök között visszanyúlik egészen a felbúvóhely fölé. A terem névadó képződményei ezen a részen figyelhetők meg. Az eresz jellegű, vörös mennyezeti részeken ágas-bogas heliktitszerű képződmények, kristálycsoportok és hamvas, valamint fehér színű, 20–50 cm hosszú függőcseppkövek (köztük egy kis cseppkőoszlop) vannak. Mögöttük, a morzsalékos kőtömbök között nagy madártollak és állati ürülék lett megfigyelve. Visszatérve a Cseppköves-terem hasadék jellegű részébe, annak külső részéből oldott lyukakon, réseken keresztül be lehet világítani a Kettős-terembe, illetve balra felfelé át lehet bújni a már említett, véséssel tágított nyíláson át oda (célszerű hanyatt fekve átbújni).
1997-ben volt először Sasfészek-barlangnak nevezve a barlang az irodalmában. Előfordul a barlang az irodalmában Gánti bauxitbánya barlangja (Kordos 1984) néven is.

## Kutatástörténet

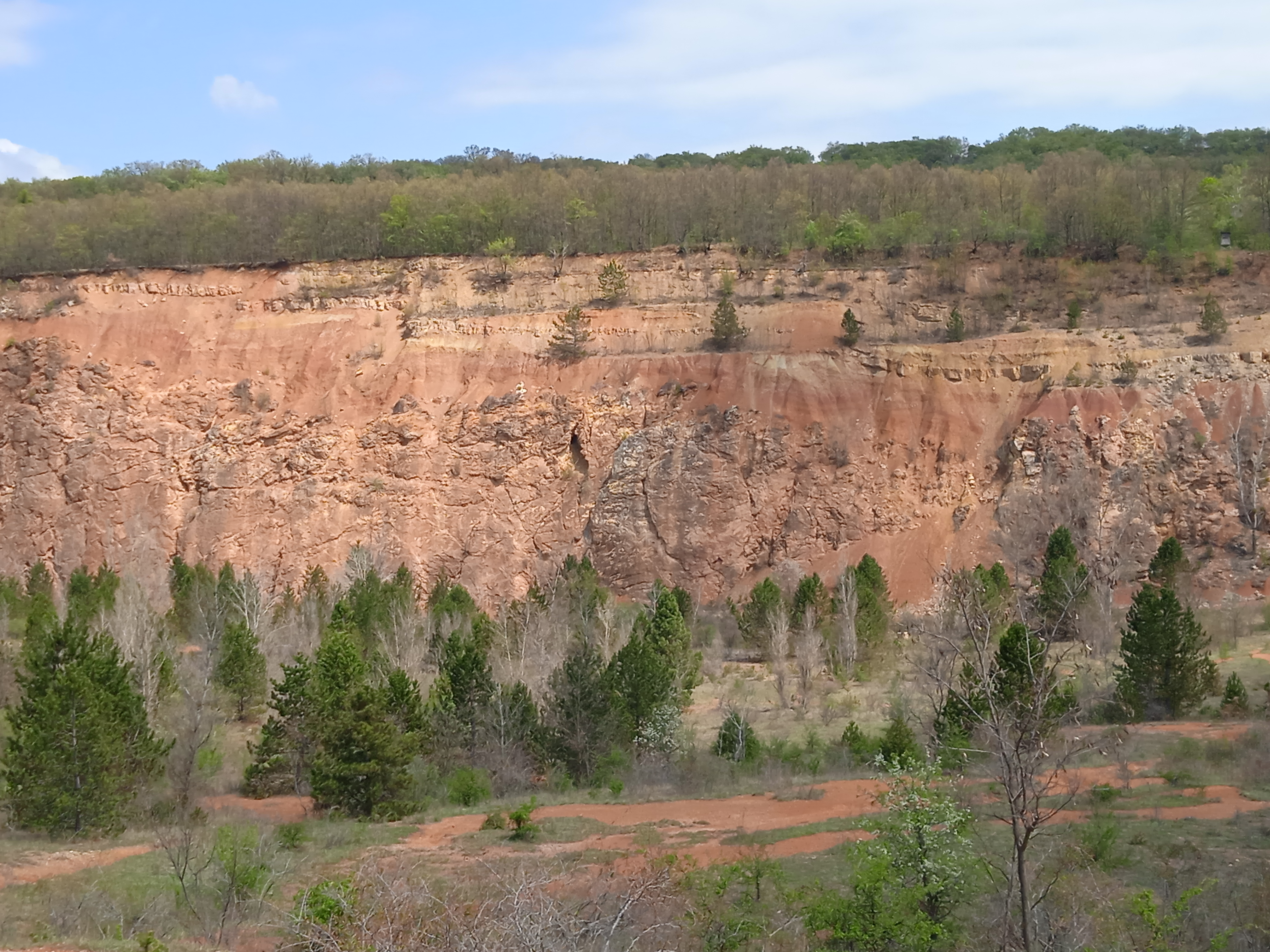
A Sasfészek-barlangot rejtő kőfejtő

Az Alba Regia Barlangkutató Csoport által 1979-ben készített kézirat szerint a gánti bauxitbánya barlangja (G4) korábban nem lett az irodalomban említve. 1975-ben, bányászok útmutatása alapján fedezte fel a csoport. A barlang Gánt szélén (Fejér megye, Móri járás) található. A Gánttól K-re, 600 m-re lévő, napjainkban is művelés alatt álló bauxitkülfejtés ÉK-i peremét a Nagy-vető 500 m hosszú, 40–50 m magas vörös dolomitfala alkotja. A fal középső részén, kb. 12 m relatív magasságban fekszik a barlang kb. 1,5 m átmérőjű, szabálytalan alakú bejárata, amely csak kötél használatával megközelíthető. Megtudja mutatni Kárpát József az üreget.
A 14 m hosszú barlang mélysége a bejárattól számítva 3 m. Járatai felső triász (nóri) fődolomitban, a Nagy-vetőt kísérő tangenciális litoklázisok mentén jöttek létre. Egyrészt karsztos korrózió, másrészt a bauxit savas, nemkarsztos, epigenetizációs hatásai miatt alakult ki. A barlang pusztuló állapotban lévőnek látszik. Járatait nagyrészt akkumulálta a dolomittörmelék és kőzetliszt. Falain több helyen, heliktit formájú szép kalcitkiválások vannak. Nem érdemes a barlangot a későbbiekben kutatni és ásatni benne. Megközelítéséhez 80 m kötél, bejárásához világítóeszköz, sisak és barlangruha szükséges.
A kéziratba bekerült a gánti bauxitkülfejtés vető barlangjának alaprajz térképvázlata és három keresztmetszet térképvázlata. A térképvázlatok 1:100 méretarányban ábrázolják a barlangot. Az alaprajz térképvázlat használatához a térképlapon jelölve van az É-i irány. Az alaprajz térképvázlaton megfigyelhető a három keresztmetszet elhelyezkedése a barlangban. A térképvázlatokat Kárpát József és Zentai Ferenc rajzolták. A kéziratban látható Csákvár nyugati részének térképe (kb. 1:25.000 méretarány). A térképen jelölve van az É-i irány. A térképen megfigyelhető a Sasfészek-barlang (a térképen: G4) földrajzi elhelyezkedése.
Az 1984-ben kiadott, Magyarország barlangjai című könyv országos barlanglistájában szerepel a Vértes hegység barlangjai között a barlang Gánti bauxitbánya barlangja néven. A listához kapcsolódóan látható a Dunazug-hegység barlangjainak földrajzi elhelyezkedését bemutató 1:500 000-es méretarányú térképen a barlang földrajzi elhelyezkedése. Az Alba Regia Barlangkutató Csoport 1993. évi évkönyvében meg van említve, hogy 1979-ben a csoport tagjai jártak az akkor még művelés alatt álló bányagödörben, de nem vették észre a Hamvas-barlang bejáratát. A bánya 1979-ben ismert többi karsztobjektumát azonban dokumentálták (pl. a G-4 jelűt) 1979-ben. 1993-ban a csoport megfigyelte, hogy a vetőfal közepének környékén lévő, G-4 jelű, csak kötéltechnika használatával megközelíthető barlang bejáratában egy rőzséből készített, majdnem 1 m átmérőjű (sas?)fészek van. A Sasfészek-barlang alatt, a vetőfaltól kb. 50 m-re fekszik a barlangkataszterbe vett, G-2 jelű, 1979-ben publikált víznyelő.
Harmath Z., Németh Tibor, Szarka Gyula és Szolga Ferenc 1997. október 5-én és november 30-án felmérték a barlangot. Szolga Ferenc a felmérés adatainak felhasználásával megszerkesztette a Sasfészek-barlang (G4, Gánt, Hosszú-haraszt, bauxit külfejtés) alaprajz térképét és 6 keresztszelvény térképét. A térképek 1:100 méretarányban ábrázolják a barlangot. Az alaprajz térképen megfigyelhető a 6 keresztszelvény elhelyezkedése a barlangban. Az alaprajz térkép használatához a térképlapon jelölve van az É-i irány. A térképlapra rákerült egy helyszínvázlat is, amely bemutatja a Sasfészek-barlang földrajzi elhelyezkedését.
Az Alba Regia Barlangkutató Csoport 1997. évi évkönyvében az olvasható, hogy a Sasfészek-barlang (G-4) a Vértes hegységben, Gánton, a 4521-es barlangkataszteri területen található. Az üreg a Fejér megyei Bauxitbányák egykori bányatelkén, az úgynevezett harasztosi Új bánya letakarítási munkái során, 1974 környékén került elő. A csoport Nagy Károly bányafelmérőtől értesült a barlang előbukkanásáról, majd a csoport két tagja (Kárpát József és Szarka Gyula) meglátogatta a helyszínt. Bejárták és átvizsgálták az üreg elülső részeit, illetve elkészült a barlang térképvázlata, de az akkori csoportjelentésben nincs szó a barlangról. (A Tési-fennsíkon akkoriban történt nagy felfedezések miatt nem lett említve a régi jelentésben.) A területet bemutató, a csoport által 1979-ben készített kataszteri pályamunkába került be először a térképvázlat, amelyet egy Kárpát József által készített vázlat alapján rajzolt át Zentai Ferenc sokszorosításhoz (a Gánti bauxit külfejtés Vető barlangjának vázlatos térképe – G-4). A barlang akkor 14 m hosszú volt, bejárata pedig a letakarítás aktuális szintje felett kb. 10–12 m magasan nyílt.
A csoport által 1993-ban végzett, Gánt környéki kutatások során megint járt benne a csoport néhány tagja. Ekkor ők a barlang bejárati részében egy kb. 1 m átmérőjű, rőzséből rakott sasfészket találtak. A madárvédők azt mondták, hogy rendszeresen figyelik a fészket. Emiatt a fészek miatt kapta a barlang a nevét. 1997-ben, a gánti juniális során tartott bemutatótúrákkal és kötéltechnikai gyakorlatokkor a csoport fiatal tagjai több helyen átrendezték a barlang belső részeiben található omladékot, ezzel új részek tárultak fel, a barlang pedig sokkal hosszabb lett. Az új üregekben nagyon szép cseppkövek, kristályfészkek, változatos színek és oldásformák adtak ízelítőt az elülső részek megrongálódott képződményeinek régi szépségéből. A csoport ekkor elhatározta a barlang teljes felmérését, melyet kétszeri barlangbejárás során (1997. október 5., 1997. november 30.) el is végzett. 1997-ben a sasfészeknek már a nyoma sem volt meg a barlangban. A barlang a felmérés alapján 72 m hosszú. 1997. október 3-án, 4-én és 5-én a csoport mért, bontott és túrákat vezetett a Gánti-barlangban, a Hamvas-barlangban és a Sasfészek-barlangban.

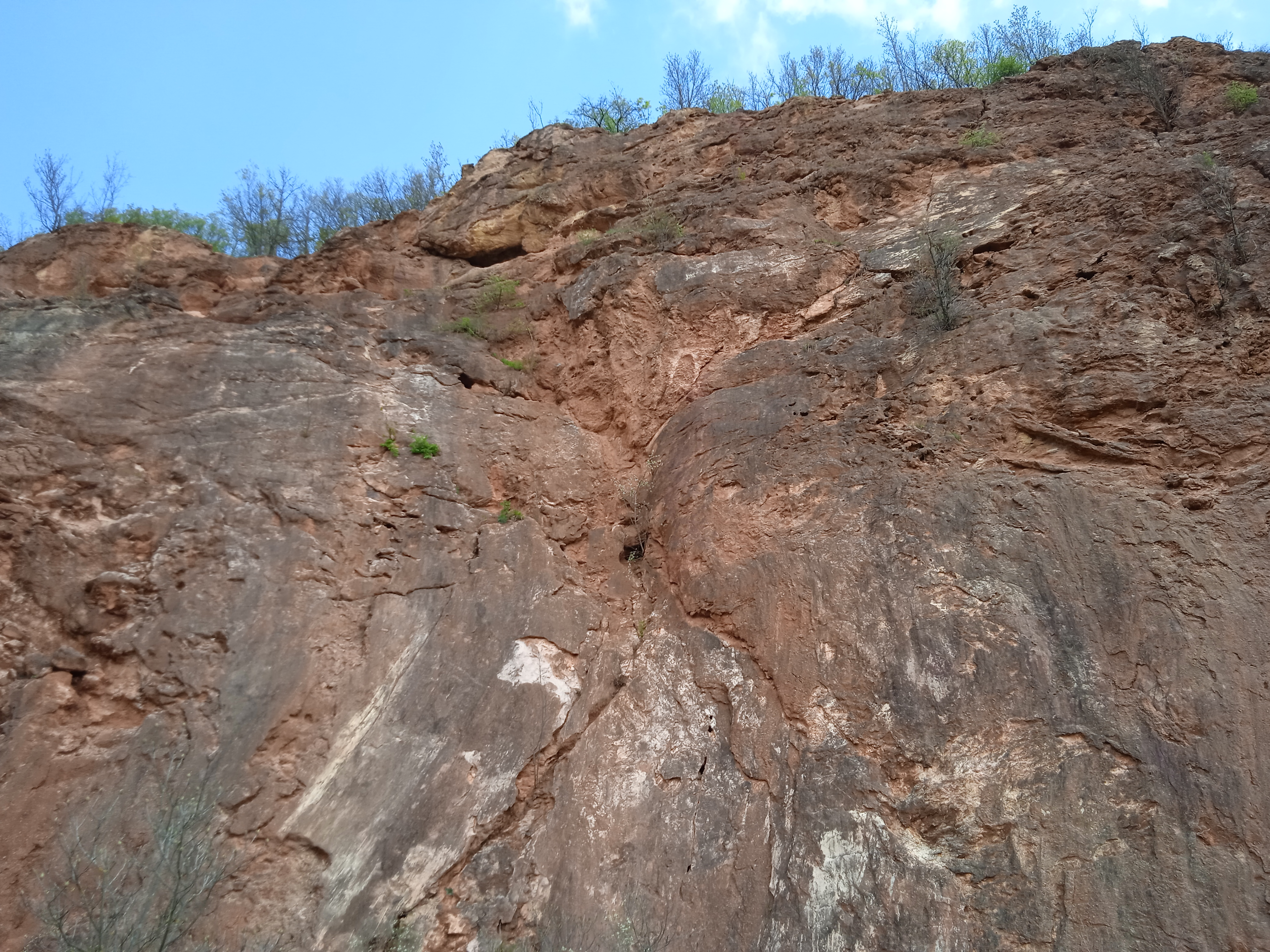
A Sasfészek-barlang bejárata és bejáratának környéke

A kéziratba bekerültek a barlang 1997-ben készült térképei. A jelentésben van 10 olyan színes fénykép, amelyek bemutatják a barlangot. Az első fényképen a barlang távolról, a második fényképen pedig közelről fényképezett bejárata látható. (A második fénykép került az évkönyv címlapjára is.) A harmadik fényképen a bejárati folyosószakasz heliktites mennyezetrészlete figyelhető meg. A negyedik fénykép ugyanott készült és a bauxitos falban lévő denevér van megörökítve rajta, amely illik környezetéhez. Az ötödik és hatodik fénykép a Cseppköves-teremben készült. Előbbin függőcseppkövek, utóbbin egy vízszintesen kialakult heliktit van. A hetedik fényképen a régi Végponti-teremben lévő bauxitos iszapnyomok láthatók. A nyolcadik fényképen a Kettős-terem egyik része, a kilencedik fényképen pedig a Felső-teremben található oszlop figyelhető meg. A tizedik fényképen a barlang bejáratától leereszkedni készülő barlangkutató van megörökítve. Az első kilenc fényképet Szarka Gyula, a tizedik fényképet pedig Romhányi Balázs készítette.
Az 1997. évi Karszt és Barlangban szó van arról, hogy 1997-ben az Alba Regia Barlangkutató Csoport a Vértes hegységben lévő bauxitkülfejtés falában nyíló Sasfészek-barlang ismert hosszát 72 m-re növelte kis bontásokkal. A Fejér Megyei Hírlap 1998. május 29-i számában meg van említve, hogy az Alba Regia Barlangkutató Csoport 1998. június 6–7-én tartja hagyományos barlangász juniálisát. Az újságíró megkérdezte Szarka Gyulától (szervező), hogy milyen programok lesznek a két nap során. Szarka Gyula erre azt válaszolta, hogy tábornyitást követően, 6-án reggel 9 órától a tervek szerint folytatódik a Gánti-barlang és a Sasfészek-barlang bontása, illetve túrázási lehetőséget terveznek az arra vállalkozóknak a Gánti-barlangba, a Sasfészek-barlangba és a Hamvas-barlangba. Az Alba Regia Barlangkutató Csoport 1999–2001. évi évkönyvében meg van említve, hogy a csoport a Gánti-barlangban végzett munkatúrájakor hágcsó és kötéltechnika használatával néhányszor beszerelte a Hosszú-haraszt sziklafalában található Sasfészek-barlangot, amelyet tanulmányozhattak a csoport által fogadott vendégkutatók is.
A Duna–Ipoly Nemzeti Park Igazgatóság működési területén, a Vértes hegységben elhelyezkedő és 4521/22 kataszteri számú Sasfészek-barlang, 2006. február 28-tól, a környezetvédelmi és vízügyi miniszter 8/2006. KvVM utasítása szerint, megkülönböztetett védelmet igénylő barlang. Az Alba Regia Barlangkutató Csoport 2006–2007. évi évkönyvében az van írva, hogy a csoport tagjai a hosszú-haraszti vetőfalnál távolságméréseket végeztek mérőszalaggal, a jellegzetes pontok koordinátáit pedig GPS készülékkel határozták meg. A méréseknek az volt a célja, hogy a rendelkezésre álló térképre rákerüljenek a terület karsztos üregei. A Sasfészek-barlang alatti mérőhely GPS koordinátái: N 47,38691°, E 18,39496°, tszf. magasság 203 m. A 2009. évi Karszt és Barlangban szó van arról, hogy 2009. július 12-én, a Magyar Karszt- és Barlangkutató Társulat tanulmányútján, a Hosszúharaszt-vető karsztbarlangjainak megtekintésekor a résztvevők a Sasfészek alatti barlang bejáratát csak távolról nézték meg. A Duna–Ipoly Nemzeti Park Igazgatóság működési területén lévő és 4521-22 kataszteri számú Sasfészek-barlang, 2012. február 25-től, a vidékfejlesztési miniszter 4/2012. (II. 24.) VM utasítása szerint, megkülönböztetetten védett barlang.
A Polacsek Zsolt és Ba Julianna által írt, 2017. évi jelentésben az olvasható, hogy a Sasfészek-barlang bejáratának EOV koordinátája: E 600523, N 227350, 270 m tszf. magasság (bizonytalan). Az Alba Regia Barlangkutató Csoport által 1998-ban dokumentált barlang Csákvár külterületén, a vetőbreccsa fal egyik meggyengült, eltört része mögött fekszik. Meg lehet találni a kéziratban lévő térképvázlat használatával, de messziről is jól látható. A dolomitban keletkezett barlang bejáratában, mely a sziklafalban kb. 20 m magasan van, általában ragadozó madarak fészkelnek, emiatt a területet figyeli a Duna–Ipoly Nemzeti Park Igazgatóság őrszolgálata.
A kb. 70 m hosszú barlang a kissé É felé dőlő vetőbreccsa fal mögött, a vetőbreccsa által védve jött létre. Mivel ez a breccsazóna védi a barlangot a beszivárgó vizektől is, ezért az üreg aljzata porszáraz. A barlangban nem látott életnyomokat Polacsek Zsolt, csak az említett madarakat. Nem lehet biztosan tudni, hogy milyen módon alakult ki a barlang. A breccsaréteg mögött keletkezett, egyértelmű oldott formákat mutató üreg mai formájának kialakulásában kétségkívül közrejátszott a kifagyás is. Nem ismert, hogy a barlangot milyen (fel- vagy leszálló) vizek oldották ki. A barlang 2014-ben fel lett mérve. A jelentésben van egy térképrészlet (63. ábra, gánti barlangbejáratok), amely bemutatja a Sasfészek-barlang földrajzi elhelyezkedését.